# Bloedbroederschap

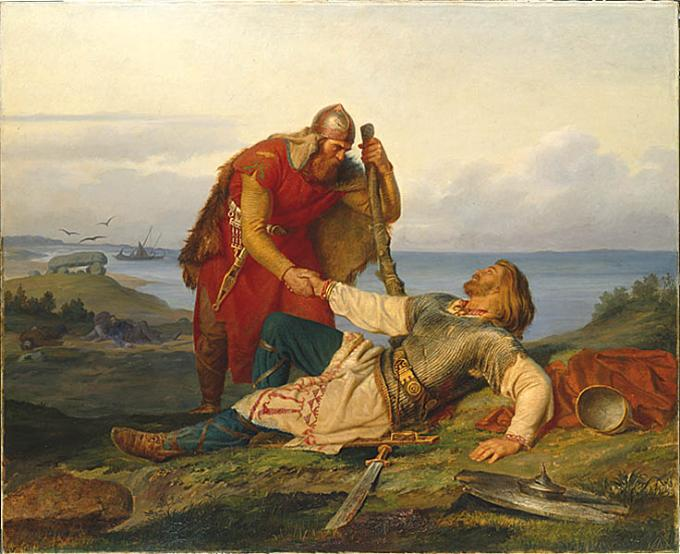
Orvar-Odd neemt afscheid van zijn bloedbroeder Hjälmar na de strijd op Samsø

Bloedbroederschap duidt op een verbintenis die men aangaat met een ander persoon die van oorsprong geen familie is, maar met wie men zich uitermate sterk verbonden voelt; de bloedbroeder.
Van oorsprong werd deze verbintenis bezegeld doordat beide personen zich in een arm, hand of vingers sneden, en vervolgens ofwel de wonden tegen elkaar drukten, ofwel hun bloed mengden (en hier soms ook van dronken), zodat beider bloed als het ware één werd.
Bloedbroederschap vormde een deel van de Oud-Germaanse cultuur en nam een belangrijke plaats in in de Oud-Noorse mythologie. Bekende voorbeelden zijn: Hjalmar en Ingeborg, alsook de bloedbroeders Thor en Loki.
De bloedbroeder-rite wordt veelal geassocieerd met de indianen, geheime genootschappen, en verhalen inzake de maffia.
De vermenging van bloed is het symbool voor een nauwe verwantschap, als ware men familie (bloedband).